# ヘラクレスの青年時代
『ヘラクレスの青年時代』（ヘラクレスのせいねんじだい、仏: La jeunesse d'Hercule）作品50は、カミーユ・サン＝サーンスが作曲した4作の交響詩のうち最後の作品である。

## 概要
詳細な作曲の動機については不明だが、古代ギリシャ神話におけるヘラクレスをテーマとして1877年に作曲され、1月のごく短期間で完成させている。初演は同年1月28日に、シャトレ座においてエドゥアール・コロンヌの指揮で行われた。サン＝サーンスの交響詩の中でも特に大きな規模を持つ。
サン＝サーンスは出版社に宛てた手紙の中で、それまでに作曲した交響詩について論評しており、『死の舞踏』は「死の恐怖とアイロニー」、『オンファールの糸車』は「誘惑」、『ファエトン』は「誇り」、『ヘラクレスの青年時代』は「英雄主義と性的な快楽との煩悩（はんのう）」が表現されていると自ら評している。また、オペラ『サムソンとデリラ』と並行して作曲しており、両作品には共通性が見られる。
サン＝サーンスは後に2台ピアノ用に自ら編曲している。

## 編成
ピッコロ、フルート2、オーボエ2、クラリネット2、ファゴット2、ホルン4、ビューグル、コルネット2、トランペット2、トロンボーン3、チューバ、ティンパニ、トライアングル、タンブリン、シンバル、バスドラム、ハープ、弦五部

## 構成
演奏時間は約17分。
変ホ長調、4/4拍子。大きく3部に分かれ、リヒャルト・ワーグナーの『タンホイザー』序曲などと似た構成をとる。
主題を予示するアンダンテ・ソスヌートの静かな序奏で始まり、主部であるアレグロ・モデラートに入ると、ヘラクレスの英雄的な性格を表わす主要主題が提示される。
主題が一通り提示された後、第2部に入る。アンダンティーノ、9/8拍子でニンフによる誘惑が描かれ、これはアレグロ、2/2拍子の熱狂的なバッカナールへと発展していく。
盛り上がりが頂点に達したところで、ヘラクレスは誘惑を力強く拒絶する。そこで第1部の主題が再現されると第3部が始まる。フガートも交えて主題が展開されていき、英雄としての自覚を取り戻したヘラクレスが試練と戦いの中で成長していく姿が描かれる。コーダはテンポを落としてマエストーソとなり、壮麗な終結を迎える。